# Раевка (Туркестанская область)
Раевка (каз. Раевка) — упразднённое село в Тюлькубасском районе Туркестанской области Казахстана. Входило в состав Балыктинского сельского округа. Находится примерно в 18 км к югу от районного центра села им. Турара Рыскулова, на берегу реки Иирсу. Ликвидировано в 1990-е годы.

## Население
В 1989 году население села составляло 207 человек. Национальный состав: казахи.